# Barbus venustus
Barbus venustus is een  straalvinnige vissensoort uit de familie van eigenlijke karpers (Cyprinidae). De wetenschappelijke naam van de soort is voor het eerst geldig gepubliceerd in 1980 door Bailey.
De soort staat op de Rode Lijst van de IUCN als Onzeker, beoordelingsjaar 2006.